# پورتا نیگرا
پورتا نیگرا (انگلیسی: Porta Nigra، کلمه لاتین به معنای دروازه سیاه) یک دروازه رومی در شهر تری‌یر آلمان است. کمیته میراث جهانی یونسکو در ۱۹۸۶ پورتا نیگرا را یک میراث جهانی اعلام کرد.